# Europa Cup (vrouwenhandbal) 1980/81
De European Champions Cup 1980/81 is de hoogste internationale club handbalcompetitie in Europa wat door de Internationale Handbalfederatie (IHF) organiseert.

## Deelnemers
| - Tongeren: Kampioen van België - VIF Dimitrow Sofia: Kampioen van Bulgarije - Frederiksberg IF: Kampioen van Denemarken - TSC Berlin: Kampioen van DDR - Bayer 04 Leverkusen: Kampioen van Duitsland - Paris Université Club: Kampioen van Frankrijk - Vasas Budapest: Kampioen van Hongarije - Maccabi Ramat Gan: Kampioen van Israël - RK Osijek: Kampioen van Joegoslavië - Radnički Belgrado: Titelhouder - HC Bascharage: Kampioen van Luxemburg | - Hellas: Kampioen van Nederland - Skogn IL: Kampioen van Noorwegen - Hypobank Südstadt: Kampioen van Oostenrijk - Ruch Chorzów: Kampioen van Polen - Știința Bacău: Kampioen van Roemenië - Spartak Kyiv: Kampioen van de Sovjet-Unie - Íber Valencia: Kampioen van Spanje - Iskra Partizánske: Kampioen van Tsjecho-Slowakije - Stockholmspolisens IF: Kampioen van Zweden - LC Brühl: Kampioen van Zwitserland |

## Eerste ronde
| Team 1        | Score   | Team 2         | 1     | 2     |
| ------------- | ------- | -------------- | ----- | ----- |
| LC Brühl      | 20 – 16 | Tongeren       | 10–08 | 10–08 |
| HC Bascharage | 15 – 49 | Hellas         | 06–25 | 09–24 |
| RK Osijek     | 45 – 30 | Íber Valencia  | 25–15 | 20–15 |
| Ruch Chorzów  | 32 – 26 | TSC Berlin     | 19–09 | 13–17 |
| Spartak Kyiv  | 30 – 28 | Vasas Budapest | 19–14 | 11–14 |

## Achtste finale
| Team 1                | Score           | Team 2                | 1     | 2     |
| --------------------- | --------------- | --------------------- | ----- | ----- |
| RK Osijek             | 55 – 18         | Maccabi Ramat Gan     | 29–07 | 26–11 |
| Iskra Partizánske     | 30 – 24         | Stockholmspolisens IF | 16–12 | 14–12 |
| Bayer 04 Leverkusen   | 20 – 22         | Hypobank Südstadt     | 12–12 | 08–10 |
| Frederiksberg IF      | 25 – 25 7m: 3-4 | VIF Dimitrow Sofia    | 16–14 | 09–11 |
| Paris Université Club | 23 – 28         | Skogn IL              | 12–16 | 11–12 |
| Știința Bacău         | 31 – 33         | Ruch Chorzów          | 17–15 | 14–18 |
| Hellas                | 14 – 53         | Spartak Kyiv          | 08–20 | 06–33 |
| LC Brühl              | 16 – 50         | Radnički Belgrado     | 06–28 | 10–22 |

## Kwartfinale
| Team 1            | Score   | Team 2             | 1     | 2     |
| ----------------- | ------- | ------------------ | ----- | ----- |
| RK Osijek         | 25 – 24 | Hypobank Südstadt  | 17–14 | 08–10 |
| Iskra Partizánske | 30 – 38 | VIF Dimitrow Sofia | 18–17 | 12–21 |
| Spartak Kyiv      | 39 – 27 | Ruch Chorzów       | 20–16 | 19–11 |
| Skogn IL          | 29 – 42 | Radnički Belgrado  | 12–16 | 17–26 |

## Halve finale
| Team 1       | Score   | Team 2             | 1     | 2     |
| ------------ | ------- | ------------------ | ----- | ----- |
| RK Osijek    | 31 – 33 | Radnički Belgrado  | 19–18 | 12–15 |
| Spartak Kyiv | 41 – 30 | VIF Dimitrow Sofia | 22–11 | 19–19 |

## Finale
Finale wedstrijd 1
| 19 april 1981 | HC Spartak Kyiv | 22 – 13 | Radnički Belgrado | Kiev, Sovjet-Unie |
| 19 april 1981 |                 |         |                   | Kiev, Sovjet-Unie |
| 19 april 1981 |                 |         |                   | Kiev, Sovjet-Unie |

Finale wedstrijd 2
| 30 maart 1980 | Radnički Belgrado | 13 – 17 | Spartak Kyiv | Belgrado, Joegoslavië |
| 30 maart 1980 |                   |         |              | Belgrado, Joegoslavië |
| 30 maart 1980 |                   |         |              | Belgrado, Joegoslavië |

Totale stand
|  | HC Spartak Kyiv | 39 – 26 | Radnički Belgrado |  |
|  |                 |         |                   |  |
|  |                 |         |                   |  |

|              |
|              |
| Spartak Kyiv |
| 8ste titel   |